# 옥정로
옥정로(Okjeong-ro)는 경기도 양주시 양주2동 장거리교차로와 경기도 양주시 옥정1동 율정삼거리를 잇는 도로이다.

## 연혁
- 2014년 10월 30일: 도로명으로 옥정로를 고시
- 2014년: 개통

## 주요 경유지
경기도
- 양주시 (양주2동, 옥정1동)

## 주요 건물 및 시설
- CGV 양주옥정 (경기도 양주시 옥정로 200)
- 회천4동행정복지센터 (경기도 양주시 옥정로 397-7)